# Asparagus sichuanicus
Asparagus sichuanicus är en sparrisväxtart som beskrevs av Sing Chi Chen och D.Q.Liu. Asparagus sichuanicus ingår i släktet sparrisar, och familjen sparrisväxter. Inga underarter finns listade i Catalogue of Life.